# Терещенко Софія Мефодіївна
Терещенко Софія Мефодіївна (1887—1948) — українська художниця, фольклорист, етнограф.

## Біографія
Народилася у 1887 році в селі Попівка на Звенигородщині в багатодітній селянській родині. Закінчила Петербурзьке училище технічного рисування та Петербурзьку академію мистецтв. Вчителювала деякий час у Звенигородці. 1920 року її стараннями в Звенигородці відкрито художню школу, а 1922 — повітовий музей ім. Тараса Шевченка (закритий 1935 року як «розсадник націоналізму»). Як член етнографічної комісії Всеукраїнської академії наук, Софія Мефодіївна чимало зробила для розвитку етнографії. Обійшовши всі села Звенигородщини, записувала перекази, легенди, повір'я, народні прикмети, казки. Познайомившись з Агатангелом Кримським, передала йому свої численні матеріали для книги «Звенигородщина»: «Весілля в селі Попівці», «Жнива», «Сватання» та ін.
9 вересня 1929 року була заарештована по підозрі в «належності до української контрреволюційної організації, що ставила за ціль повалення радянської влади». Не маючи достатніх доказів для звинувачення, окружний відділ ОДПУ все ж зумів визначити їй жорстку міру покарання: десять років таборів. В березні 1930 року справу переглянули й замість таборів вислали на три роки до Казахстану. Тому у Звенигородку вона повернулася лише 1944 року. У 1948 році пішла з життя.